# Celtic League
| Die sechs keltischen Nationen: |            |
| Bretagne                       | Insel Man  |
| Cornwall                       | Schottland |
| Irland                         | Wales      |

Die Keltische Liga ist eine internationale politische und kulturelle Organisation, die sich für die keltische Kultur und die keltischen Sprachen einsetzt. Dazu gehören die keltischen Ligen in den modernen keltischen Nationen beziehungsweise Gebieten von Irland, Schottland, Wales, Bretagne, Cornwall und Isle of Man.

## Ziele
Das grundlegende Ziel der keltischen Liga ist, als internationale Organisation zu den „Kämpfen“ der sechs keltischen Nationen beizutragen, ihre politische, kulturelle, soziale und wirtschaftliche Unabhängigkeit zu sichern oder zu gewinnen. Dies schließt ein:
- Förderung der Zusammenarbeit zwischen den keltischen Völkern
- Entwicklung eines Bewusstseins des speziellen Verhältnisses und der Solidarität zwischen ihnen
- Schaffung eines besseren internationalen Bewusstseins für die keltischen Unabhängigkeitskämpfe und -errungenschaften
- Werbung für eine formale Verbindung der keltischen Nationen, sobald zwei oder mehr von ihnen die Unabhängigkeit erlangt haben
- Einsatz für die bessere Verteilung von keltischen Ressourcen im keltischen Volk
- Jede keltische Nation hat, bedingt durch eine jeweils andere Geschichte, andere Ansichten und deshalb kann keine absolute Homogenität erwartet werden. Aber diese Verschiedenartigkeit soll innerhalb der keltischen Liga stattfinden. Auf diese Art können Bereiche der möglichen Zusammenarbeit besser erkannt werden und schließlich eine ausführliche allgemeine Politik formuliert werden.

Das heißt, die keltische Liga zielt darauf ab, die verschiedenen Unabhängigkeitsbewegungen dieser sechs Länder zusammenzubringen. Das Verständnis dieses Zieles reicht von einer lockeren Allianz bis zu einer tatsächlichen Vereinigung.

## Ausbreitung
Die sechs Hauptniederlassungen werden normalerweise durch den Namen des Landes in der lokalen keltischen Sprache bezeichnet; so ist Irland bekannt als Éire, Schottland als Alba, Wales als Cymru, Bretagne als Breizh, Cornwall als Kernow und Isle of Man als Mannin. Es gibt auch internationale Niederlassungen in den USA und in London. Auch in Kanada besteht eine kleine Schottisch-Gälisch sprechende Gemeinschaft.

## Zeitschriften
Die Vereinigung veröffentlicht die vierteljährlich erscheinende Zeitschrift Carn. Die Artikel werden in den sechs lebenden keltischen Sprachen (einschließlich Manx und Kornisch) und Englisch publiziert. Die Titelseite der Zeitschrift ist eine kartenähnliche Darstellung der sechs keltischen Länder und ihrer Namen. In der Vergangenheit sind auch Artikel auf Französisch erschienen. Unter den Mitwirkenden ist Sorley MacLean herauszuheben, die Qualität und die Genauigkeit der Artikel ist jedoch in hohem Grade variabel. Die amerikanische Niederlassung druckt ihr eigenes vierteljährliches Rundschreiben, „sechs Nationen, eine Seele“. Jede der Niederlassungen hat zeitweise ihre eigene Zeitschrift veröffentlicht, deren Lebensdauer immer nur kurz war.

## Geschichte
1961 entstand die Liga aus den vielen keltischen Organisationen heraus, besonders dem keltischen Kongress, aber mit einem politischeren Fokus. Dies wurde bereits früher von Hugh MacDiarmid und anderen vorgeschlagen. Die amerikanische Niederlassung der keltischen Liga wurde 1974 in New York City gegründet.

### Interne Kontroversen
Kontroversen betreffen unter anderem den Status von Galicien und Asturien als keltische Nationen. Die allgemeine Übereinstimmung in der Organisation ist, dass sie keine keltischen Nationen sind, da die keltische Sprache dort nicht mehr lebendig ist.

### Bemerkenswerte und ehemalige Mitglieder
Einige der bemerkenswerteren Mitglieder der keltischen Liga waren Plaid Cymru, Gwynfor Evans, der Historiker und Autor Peter Berresford Ellis und Winnie Ewing von der schottischen nationalen Partei.

## Politischer Status der Länder
Der politische Status der keltischen Länder ist sehr verschieden.
- Republik von Irland – unabhängig
- Nordirland – Teil des Vereinigten Königreichs mit begrenzter Autonomie (eigenes Parlament wieder seit 1998)
- Isle of Man – Die Insel hat ein eigenes Parlament, ist allerdings von der britischen Krone auch außerhalb des Vereinigten Königreichs und der EU abhängig.
- Schottland – Teil des Vereinigten Königreichs mit begrenzter Autonomie (eigenes Parlament seit 1999)
- Wales – Teil des Vereinigten Königreichs mit begrenzter Autonomie (eigenes Parlament seit 1999)
- Bretagne – Teil von Frankreich; keine Autonomie
- Cornwall – Teil des Vereinigten Königreichs; keine Autonomie

## Posten innerhalb der keltischen Liga
Die Abkürzungen stehen für das jeweilige Land, aus dem die Person kommt.
B(retonisch), C(ornisch), I(risch), M(anx), S(chottisch), W(alisisch)
Ein Pfeil zeigt an, dass eine Person in ein anderes keltisches Land gegangen ist.

### Generalsekretäre der Keltischen Liga
Alan Heusaff†: (1961–1984), B→I
J. Bernard Moffat: (1984–1988), M
Davyth Fear: (1988–1990), C→W
Séamas Ó Coileáin: (1990–1991), I
J. Bernard Moffat: (1991–2006), M
Rhisiart Tal-e-bot: (seit 2006), W

### Andere Posten
Die Präsidentschaft und Vizepräsidentschaft wurde von 1961 bis 1971 vergeben und wurde dann abgeschafft. Die Posten hatten Gwynfor Evans (W) und Robert McIntyre (S) inne.